# اپینگ شمالی، نیو ساوت ولز
اپینگ شمالی (به انگلیسی: North Epping) یک حومه شهر در استرالیا است که در نیو ساوت ولز واقع شده‌است.